# Шуков, Дмитрий Владиславович
Дми́трий Владисла́вович Шу́ков (26 сентября 1975, Куйбышев, СССР) — российский и нидерландский футболист и футбольный тренер. Выступал на позициях крайнего полузащитника, нападающего. Большую часть своей карьеры провёл в голландских клубах. Провёл один матч за олимпийскую сборную России.

## Биография
Начинал заниматься футболом в родном Куйбышеве. В 1992 году по приглашению Костылева оказался в ЦСКА. После прихода в клуб Тарханова был выставлен на продажу. Агент игрока Константин Сарсания устроил переход Шукова в голландский «Витесс».
В первый сезон в «Витессе» Шуков провёл 14 игр и забил 4 мяча, отлично зарекомендовал себя и закрепился в основе. С сезона 1996/1997 в команду был назначен новый главный тренер — Лео Бенхаккер. Он перевёл Шукова с позиции левого полузащитника на позицию центрального нападающего. Шуков пытался доказать, что это не его позиция, а тренер обещал отправить в запас, если игра у него не пойдёт. В итоге большую часть сезона Шуков провёл на скамейке запасных, выходя в основном на замену (Бенхаккера уволили к зимнему межсезонью). За сезон 1996/1997 Шуков не забил ни одного мяча.
В сезоне 1998/1999 был отдан в аренду в «Бреду», где играл чаще на позиции нападающего. «Бреда» по итогам чемпионата покинула высший дивизион голландского первенства, поэтому Шуков не остался в команде.
По-прежнему принадлежавший «Витессу», в межсезонье был продан «Виллему II». Вместе с новой командой в 1999/2000 играл в Лиге чемпионов, в одной группе с московским «Спартаком». «Виллем II» выступил неудачно, заняв с 2 очками последнее место в группе и в чемпионате, после успешных двух предыдущих сезонов (5-е и 2-е места), стал испытывать проблемы и откатился в середину таблицы.
В феврале 2004 Шуков подписал трёхлетний контракт с «Твенте». В начале 2006 получил травму голеностопа, выбыл до конца сезона и с тех пор практически не играл. В январе 2007 почувствовал проблемы с паховыми кольцами и не уверенный, насколько успешно пройдёт операция, принял решение завершить карьеру.
В 2010 году вернулся в Самару, в штаб «Крыльев Советов».

## Личная жизнь
Женат (Ирина), две дочери. Является подданным Королевства Нидерландов, из-за чего отказался от российского гражданства.